# Gutapercha

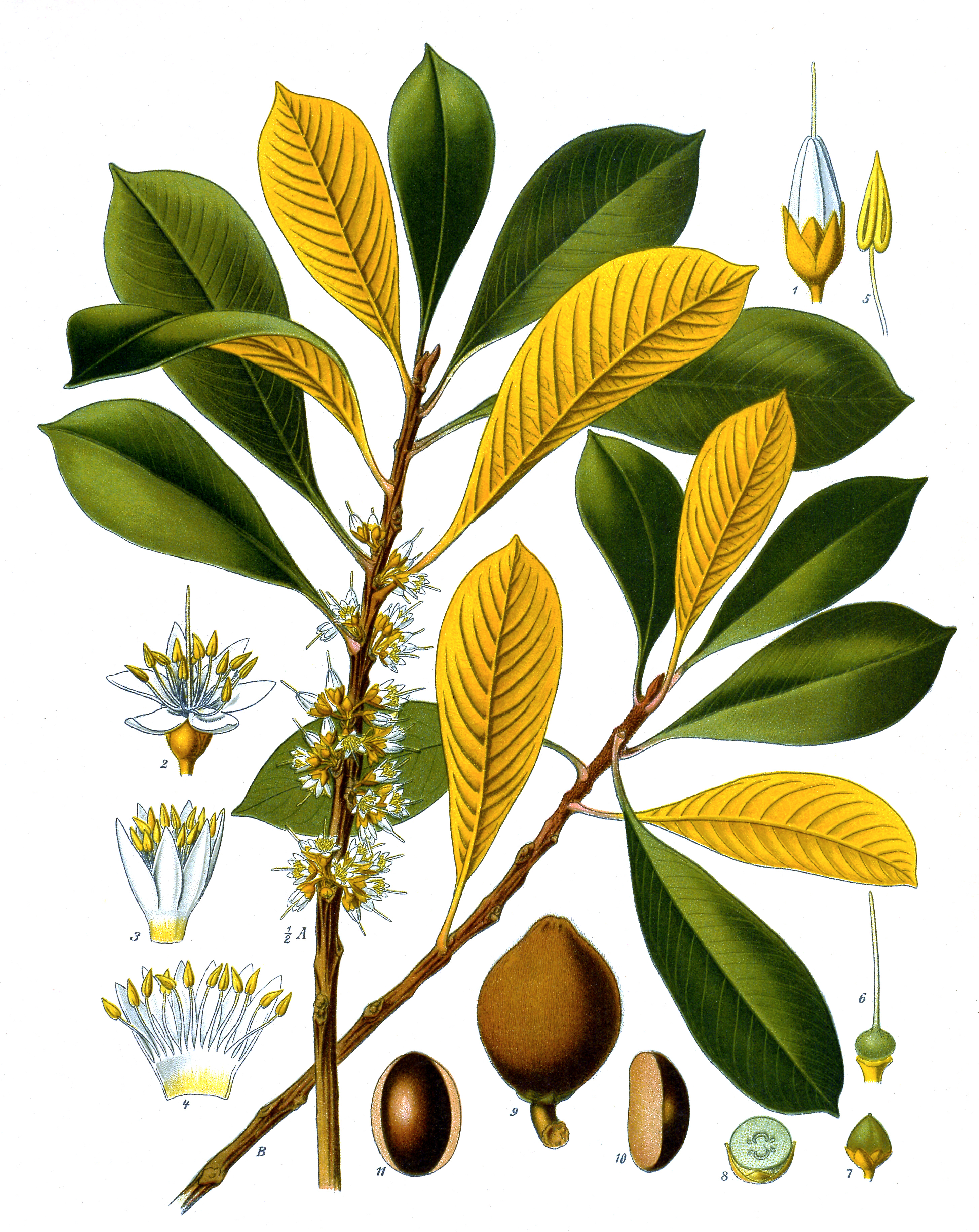
Palaquium gutta

Gutapercha (del malayo getah: 'savia' y pertja: 'árbol') se refiere tanto a los árboles del género Palaquium como al látex rígido natural producido a partir de la savia de estos árboles, en particular de Palaquium gutta y también de Isonandra gutta y Dichopsis gutta (árboles originarios del archipiélago malayo formado por las islas de Malasia, Indonesia, Borneo, Timor, Java y Papúa). Es un tipo de goma parecida al caucho, translúcida, sólida y flexible. Científicamente clasificada en 1843, se encontró que era un termoplástico natural útil. En 1851, 30 000 long cwt (aprox. 1 500 000 kg) de gutapercha se importaron a Inglaterra.
Durante la segunda mitad del siglo XIX, la gutapercha se utilizó para innumerables fines domésticos e industriales, y se convirtió en una palabra de uso doméstico. Sobre todo se empleó como aislante de los cables telegráficos submarinos, que, según el autor John Tully, condujo a la explotación no sostenible y al colapso de la oferta.

## Historia
Mucho antes de que la gutapercha fuese introducida en Occidente, era utilizada en una forma menos procesada por los nativos del archipiélago malayo para fabricar mangos de cuchillos, bastones, etc. El primer europeo que descubrió este material fue John Tradescant, que lo recogió en el Lejano Oriente en 1656. Llamó a este material "madera Mazer". William Montgomerie, un oficial médico en servicio en la India, presentó la gutapercha para usos prácticos en Occidente. Fue el primero en apreciar el potencial de este material en la medicina, y fue galardonado con la medalla de oro de la Royal Society of Arts de Londres en 1843.

## Estructura

Estructura química de la gutapercha.

La gutapercha, como el caucho, es un polímero del isopreno. Pero a diferencia del caucho (isómero cis), la gutapercha es un isómero trans, que hace a esta última mucho menos elástica. Además el peso molecular aproximado de la gutapercha es de 7000, pero el del caucho puede alcanzar más de 100 000.

## Utilización
A las primeras bolas de golf (1848-1900) se les llamaba Guty por estar hechas con este material. Durante el siglo XIX se empleó como aislante eléctrico en cables conductores de electricidad, siendo posteriormente sustituido por otros materiales más convenientes.
Actualmente, se utiliza a escala industrial, entre otros, para la fabricación de telas impermeables y el aislamiento de cables eléctricos (sobre todo cables submarinos) en virtud de sus buenas propiedades como aislante. El material se torna moldeable a una temperatura aproximada de 50 °C. No tolera una exposición prolongada a la luz solar.
También se usa para la obturación de los conductos radiculares de los dientes en endodoncia.